# 外国债券
外國債券（英文：Foreign Bond）指債務人在外國發行的，以發行地貨幣標價的債券。債務人一般包括外國公司、外國政府和國際組織。如（僅為假設），法國某公司在英國發行的以英鎊標價的債券就屬於外國債券。
揚基債券指其他國家債務人在美國發行的外國債券。揚基即Yankee的音譯，意思是美國佬。
武士債券指其他國家債務人在日本發行的外國債券。武士是日本古代很受尊敬的一種職業，現代人們習慣將一些帶有日本特性的事物同「武士」這個詞連用，武士債券由此得名。中华人民共和国開始發行外國債券就是從發行武士債券開始的，1982年1月，中國國際信託投資公司在日本東京發行了100億日元的武士債券。截至2009年8月為止，海外企業共發行9,170億日圓（98億美元）的武士債券，去年同期為2.1兆日圓。
熊猫債券指国际多边金融机构首次在中华人民共和国发行的人民币债券。